# Smulrol
Een smulrol is een Nederlandse snack die door snackfabrikant Mora op de markt wordt gebracht. Hij bestaat uit een staafvormig gevouwen flens, gevuld met een gekruid mengsel van vlees- en groenteblokjes dat voornamelijk bestaat uit wortel. De snack, die enigszins verwant is aan de loempia, moet worden gebakken in een friteuse, oven of koekenpan, en dan warm worden gegeten. De korst is na bereiding lichtbruin en krokant. De naam "smulrol" is een geregistreerd handelsmerk.
Het product is te koop in cafetaria's en diepgevroren verkrijgbaar in supermarkten.